# Арнаудов, Цанко
Цанко Росенов Арнаудов (порт. Tsanko Rosenov Arnaudov; болг. Цанко Росенов Арнаудов; род. 14 марта 1992, Гоце-Делчев, Благоевградская область, Болгария) — португальский легкоатлет болгарского происхождения, специализирующийся в толкании ядра. Бронзовый призёр чемпионата Европы 2016 года. Семикратный чемпион Португалии. Участник летних Олимпийских игр 2016 и 2024 гг. Кавалер Ордена Заслуг.

## Биография
Родился в Болгарии, но, когда ему было 12 лет, его родители, Валентина и Росен Арнаудовы, отправились на заработки в Португалию. Начал заниматься лёгкой атлетикой, чтобы освоиться в новой стране: выступал в соревнованиях по бегу и практиковался в знании языка с партнёрами по тренировочной группе. Талант в толкании ядра тренеры разглядели после того, как Цанко показал результат 12 метров на небольшом турнире.
В 2009 году стал тренироваться у бывшей рекордсменки Португалии Элизы Кошты. Участвовал в юниорском чемпионате Европы 2011 года, но остался только 17-м в квалификации.
В марте 2014 года перешёл к Владимиру Зинченко, тренеру сильнейшего на тот момент толкателя страны Марку Фортеша. Совместная работа дала свои плоды уже в следующем сезоне. В 2015 году Арнаудов улучшил личное достижение более, чем на 2 метра. На майских соревнованиях в Лиссабоне он сначала впервые в карьере отправил ядро за 20 метров (20,15 м), а в следующей попытке — за 21 метр (21,06 м), установив новый рекорд страны.
Однако на первом крупном турнире в карьере, чемпионате мира, ему не удалось приблизиться к этому результату: как итог, 26-е место в квалификации (18,85 м).
Стал вторым на Кубке Европы по метаниям 2016 года в Румынии. Показал лучший результат сезона в квалификации, а затем и в финале чемпионата Европы и стал бронзовым призёром соревнований. За этот успех в июле 2016 года президент Португалии вручил Цанко орден Заслуг класса Командора.
На Олимпийских играх 2016 года занял 29-е место в квалификации и не пробился в финал.
В 2017 году дважды улучшил национальный рекорд. В финале чемпионата Европы в помещении показал результат 21,08 м, с которым занял четвёртое место, уступив третьему призёру 22 см. В летнем сезоне выиграл соревнования в первой лиге командного чемпионата Европы с ещё одним рекордом Португалии — 21,56 м. На главном старте в году, летнем чемпионате мира в Лондоне, проиграл этому результату почти полтора метра и, как следствие, не смог преодолеть квалификационный раунд (17-е место).
В феврале 2018 года толкнул ядро на 21,27 м, превзойдя собственный прошлогодний рекорд страны в помещении на 19 см.

## Основные результаты
| Год  | Турнир                                         | Место проведения          | Место        | Результат      |
| ---- | ---------------------------------------------- | ------------------------- | ------------ | -------------- |
| 2011 | Чемпионат Европы среди юниоров                 | Таллин, Эстония           | 17-е (квал.) | 17,66 м (6 кг) |
| 2013 | Кубок Европы по зимним метаниям                | Кастельон, Испания        | 13-е         | 17,18 м        |
| 2013 | Чемпионат Европы среди молодёжи                | Тампере, Финляндия        | 22-е (квал.) | 17,14 м        |
| 2014 | Кубок Европы по зимним метаниям среди молодёжи | Лейрия, Португалия        | 14-е         | 16,18 м        |
| 2015 | Кубок Европы по зимним метаниям                | Лейрия, Португалия        | 12-е         | 18,79 м        |
| 2015 | Чемпионат мира                                 | Пекин, Китай              | 26-е (квал.) | 18,85 м        |
| 2016 | Кубок Европы по метаниям                       | Арад, Румыния             | 2-е          | 19,85 м        |
| 2016 | Чемпионат Европы                               | Амстердам, Нидерланды     | 3-е          | 20,59 м        |
| 2016 | Олимпийские игры                               | Рио-де-Жанейро, Бразилия  | 29-е (квал.) | 18,88 м        |
| 2017 | Чемпионат Европы в помещении                   | Белград, Сербия           | 4-е          | 21,08 м        |
| 2017 | Кубок Европы по метаниям                       | Лас-Пальмас, Испания      | 4-е          | 20,25 м        |
| 2017 | Чемпионат мира                                 | Лондон, Великобритания    | 17-е (квал.) | 20,08 м        |
| 2018 | Чемпионат мира в помещении                     | Бирмингем, Великобритания | 12-е         | 19,93 м        |